# École militaire Souvorov de Toula
L'école militaire Souvorov est un établissement d'enseignement secondaire militaire situé à Toula en Russie. Elle dépend du ministère de la Défense de la fédération de Russie. C'est la deuxième école militaire Souvorov (après celle de Moscou) à avoir été formée en URSS. Elle est orientée pour former surtout des spécialistes de l'armée de l'air russe.

## L'école en URSS
Le premier directeur de l'école est le major général Ivan Khokhlov, nommé le 7 juillet 1944. La formation de l'école survient trois jours après celle de l'école militaire Souvorov de Moscou. Celle de Toula ouvre officiellement le 7 novembre 1944 à l'occasion du 27e anniversaire de la révolution d'Octobre. Les cadets de cette école sont remarqués à l'occasion de la grande parade de la Victoire de 1945 sur la place Rouge. La première promotion de diplômés date de 1949. Le 24 juin 1960, pour le 15e anniversaire de sa participation au grand défilé de la Victoire à Moscou, l'école Souvorov de Toula est fermée par décret du Conseil des ministres de l'URSS. Plus de 400 cadets sont transférés dans d'autres écoles militaires à Voronej, Moscou et Minsk. L'école est remplacée par un internat secondaire, actif jusqu'en août 2001,.

## L'école en Russie

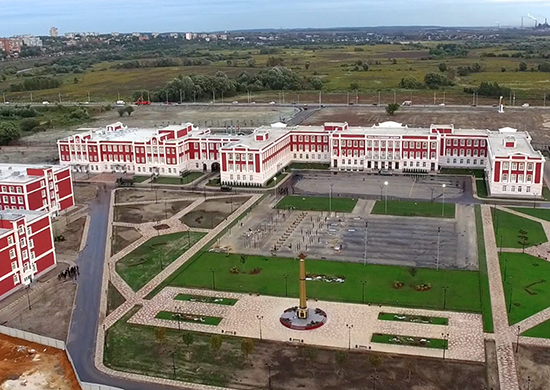
Vue de l'école en 2016.

En mars 2016, Alexeï Dioumine, gouverneur de l'oblast de Toula (et lui-même ancien lieutenant général de l'armée russe) recommande au président Vladimir Poutine de rouvrir l'école. Cela donne lieu le mois suivant à la construction de nouveaux bâtiments destinés à l'enseignement à la limite est de Toula.
La première rentrée de l'année scolaire 2016/2017 s'effectue le 1er septembre 2016 avec 240 cadets. Le président Vladimir Poutine visite l'école le 8 septembre 2016, accompagné du ministre de la Défense, Sergueï Choïgou, et participant à la cérémonie du lever des couleurs,. Au printemps de l'année suivante, la seconde phase de la cnstruction de l'école commence. L'école est subordonnée au commandant-en-chef de l'armée de l'air russe, (depuis 2019, le lieutenant général Sergueï Dronov).

## Directeurs

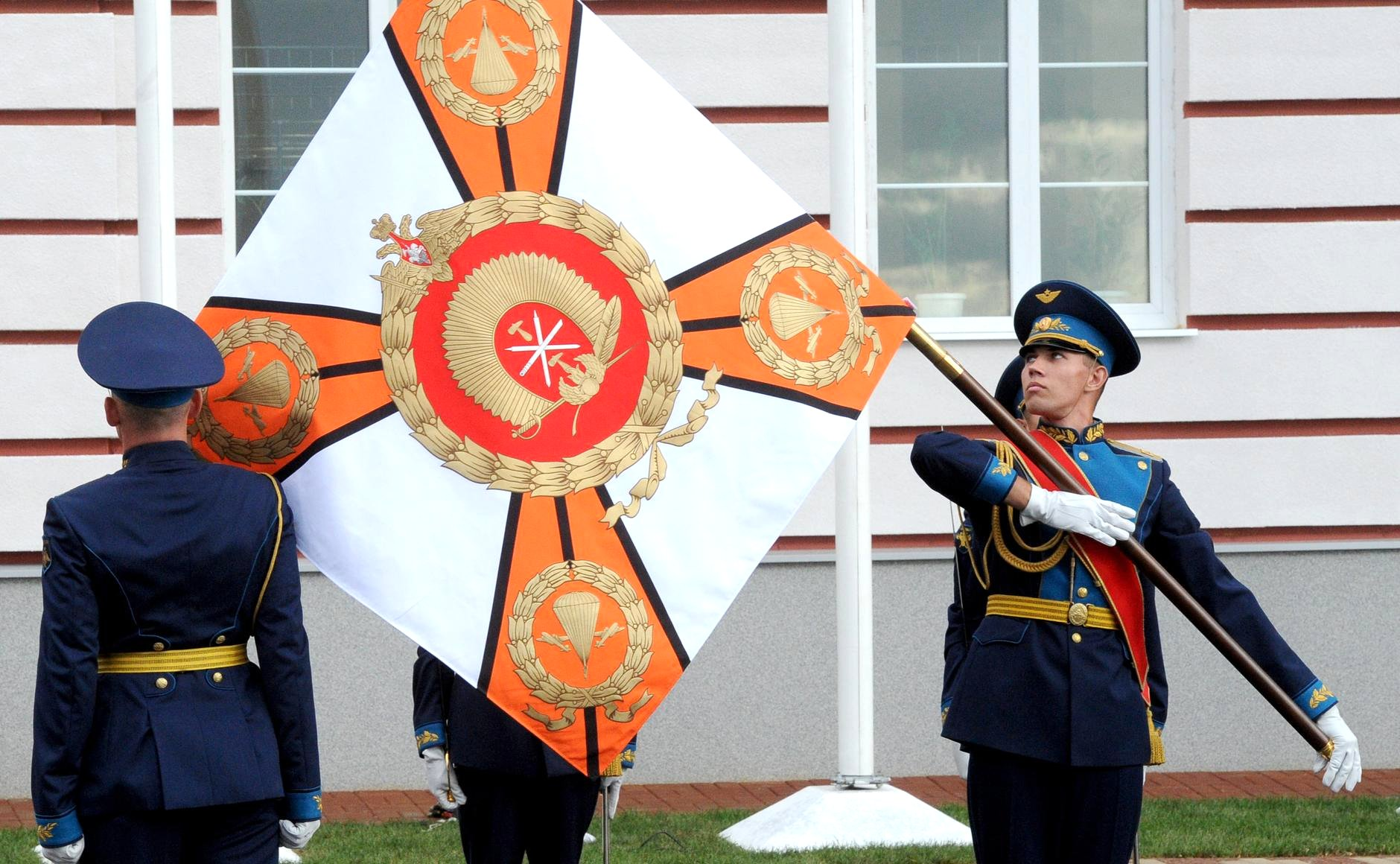
Lever des couleurs.

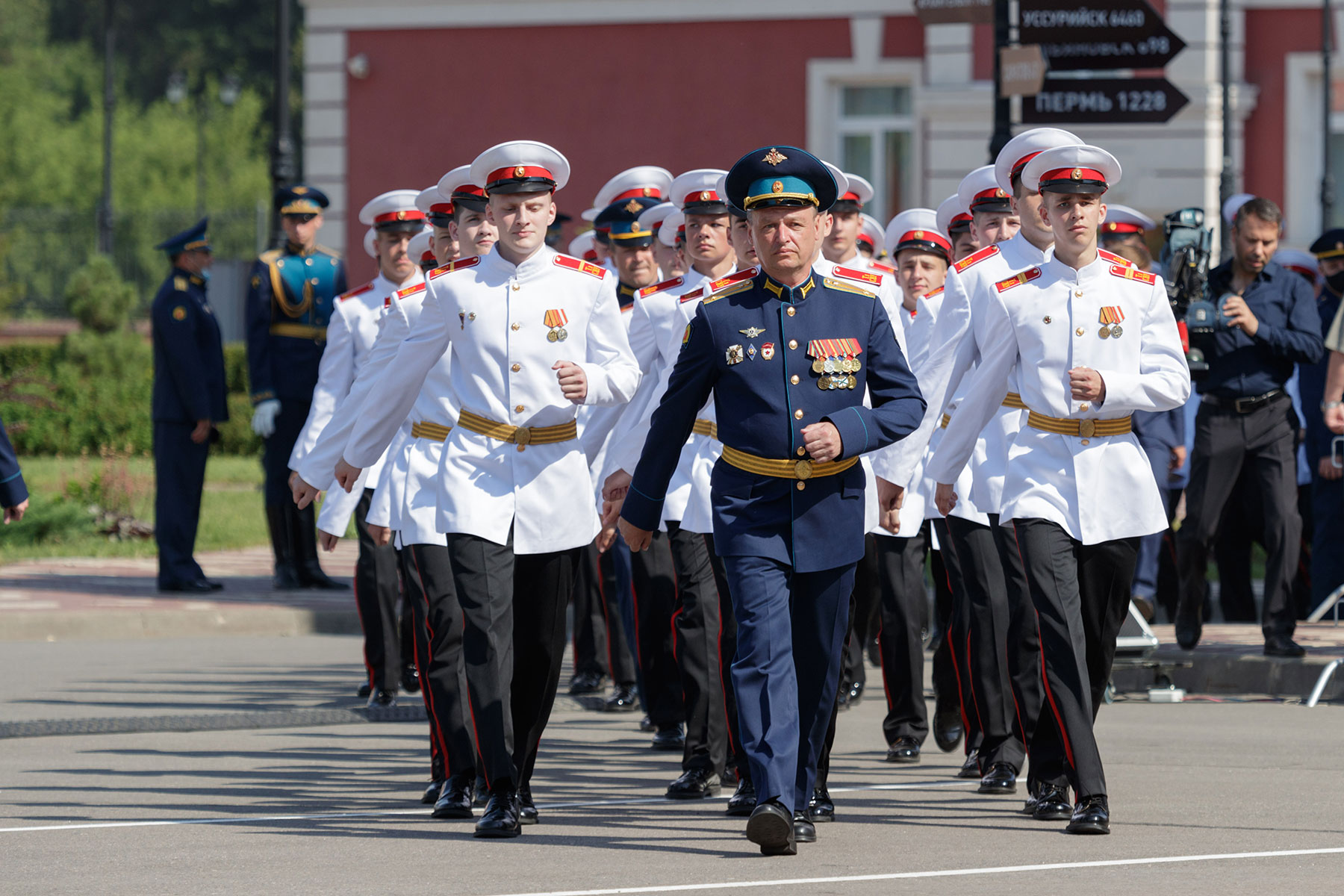
Première promotion, le 26 juin 2021.

- 1944-1945 : major général Ivan Khokhlov
- 1945-1947 : major général Dmitri Frolov
- 1947-1950 : lieutenant général Alexeï Semionov
- 1950-1956 : major général Andreï Chourchine
- 1956-1960 : major général Mikhaïl Sipovitch (héros de l'Union soviétique)
- 2016 - aujourd'hui : colonel Dmitri Sakseïev

## Anciens élèves notables
- Edouard Ivanov (1931-2018) : vice-ministre du ministère de l'industrie électronique de l'URSS
- Anatoli Vitouchkine (1931-2004) : mathématicien soviétique, spécialiste de la théorie de la capacité analytique[9].